# Circonscriptions fonctionnelles
Dans le système politique de Hong Kong et de Macao, une circonscription fonctionnelle est un corps professionnel ou un lobby impliqué dans le processus électoral. Les électeurs éligibles dans une circonscription fonctionnelle peuvent inclure des individus mais aussi des entités légales, organisations ou entreprises.

## Hong Kong
À Hong Kong, seuls 30 des 60 sièges du conseil législatif sont renouvelés au suffrage universel, via les circonscriptions géographiques. Les 30 autres sont accessibles via 28 circonscriptions fonctionnelles. Avant l'élection de 2004, seuls 24 députés étaient élus directement, les 6 restants étant choisis par les 800 membres d'un Comité électif.
La base électorale n'est pas uniforme, et il peut y avoir des votes par des institutionnels, des individuels ou un mélange des deux. La répartition est d'environ un tiers pour chacune de ces trois catégories. Quatre des secteurs où le vote est mixte ont un plus grand nombre de voix attribuées aux entreprises par rapport aux individuels. Quatorze sièges n'ont pas été remis en jeu en 2008 par l'absence de candidature rivale, pour les seize sièges contestés, il y a eu entre 112 et 52 894 votants (individuels et entreprises confondus) selon les circonscriptions. Quatre députés provenant des circonscriptions fonctionnelles sont dans le camp des partis supportant le suffrage universel, deux sont indépendants et le reste, soit 24, sont dans le camp gouvernemental.
Le Comité permanent de l'Assemblée nationale populaire considère que la participation des entreprises aux décisions politiques de Hong Kong est « équilibrée ». Le 26 avril 2004, il a publié son avis :

« Tout changement... devrait se conformer aux principes de compatibilité avec le développement social, économique et politique de Hong Kong, en équilibrant la participation de tous les secteurs et groupes. »

En 2009, le Gouvernement a publié les détails de la base électorale des circonscriptions fonctionnelles :
| Nom de la Circonscription Fonctionnelle | Nom de la Circonscription Fonctionnelle          |  | Nombre d'Electeurs Enregistrés | Nombre d'Electeurs Enregistrés | Nombre d'Electeurs Enregistrés | Nombre d'Electeurs Enregistrés | Nombre d'Electeurs Enregistrés |  |
|                                         |                                                  |  | Institutionnels                |                                | Individuels                    |                                | Total                          |  |
|                                         |                                                  |  |                                |                                |                                |                                |                                |  |
| 1                                       | Heung Yee Kuk                                    |  |                                |                                | 155                            |                                | 155                            |  |
| 2                                       | Agriculture et Pêche                             |  | 160                            |                                |                                |                                | 160                            |  |
| 3                                       | Assurance                                        |  | 141                            |                                |                                |                                | 141                            |  |
| 4                                       | Transport                                        |  | 178                            |                                |                                |                                | 178                            |  |
| 5                                       | Education                                        |  |                                |                                | 88,964                         |                                | 88,964                         |  |
| 6                                       | Droit                                            |  |                                |                                | 6,022                          |                                | 6,022                          |  |
| 7                                       | Comptabilité                                     |  |                                |                                | 22,089                         |                                | 22,089                         |  |
| 8                                       | Médecine                                         |  |                                |                                | 10,493                         |                                | 10,493                         |  |
| 9                                       | Services de Sante                                |  |                                |                                | 36,491                         |                                | 36,491                         |  |
| 10                                      | Ingénierie                                       |  |                                |                                | 8,261                          |                                | 8,261                          |  |
| 11                                      | Architecture, Etude et Planification             |  |                                |                                | 6,117                          |                                | 6,117                          |  |
| 12                                      | Main d'Œuvre                                     |  | 597                            |                                |                                |                                | 597                            |  |
| 13                                      | Sécurité Sociale                                 |  |                                |                                | 12,293                         |                                | 12,293                         |  |
| 14                                      | Immobilier et Construction                       |  | 441                            |                                | 286                            |                                | 727                            |  |
| 15                                      | Tourisme                                         |  | 1,236                          |                                |                                |                                | 1,236                          |  |
| 16                                      | Commerce (Premier)                               |  | 1,040                          |                                |                                |                                | 1,040                          |  |
| 17                                      | Commerce (Second)                                |  | 748                            |                                | 1,066                          |                                | 1,814                          |  |
| 18                                      | Industrie (Premier)                              |  | 715                            |                                | 0                              |                                | 715                            |  |
| 19                                      | Industrie (Second)                               |  | 805                            |                                |                                |                                | 805                            |  |
| 20                                      | Finance                                          |  | 132                            |                                |                                |                                | 132                            |  |
| 21                                      | Services Financiers                              |  | 578                            |                                |                                |                                | 578                            |  |
| 22                                      | Sports, Arts, Culture et Edition                 |  | 2,060                          |                                | 155                            |                                | 2,215                          |  |
| 23                                      | Import et Export                                 |  | 875                            |                                | 619                            |                                | 1,494                          |  |
| 24                                      | Textile et Habillement                           |  | 3,579                          |                                | 130                            |                                | 3,709                          |  |
| 25                                      | Vente en Gros et au Détail                       |  | 1,829                          |                                | 4,168                          |                                | 5,997                          |  |
| 26                                      | Technologies de l'Information                    |  | 364                            |                                | 5,383                          |                                | 5,747                          |  |
| 27                                      | Restauration                                     |  | 582                            |                                | 7,414                          |                                | 7,996                          |  |
| 28                                      | Conseils de District                             |  |                                |                                | 425                            |                                | 425                            |  |
|                                         | TOTAL                                            |  | 16,060                         |                                | 210,531                        |                                | 226,591                        |  |
|                                         | source: Constitutional & Mainland Affairs Bureau |  |                                |                                |                                |                                |                                |  |

### Critiques
Les mouvements pro-démocrates critiquent le système de circonscription fonctionnelles en lui reprochent d'accorder à une minorité trop de pouvoir et d'influence. Le droit des entreprises et entités légales à voter est aussi controversé, du fait qu'il donne à certains individus plusieurs votes. Par exemple, en 1998, le Président de Sino Group, Robert Ng et les entreprises qu'il contrôlait possédaient environ 3 à 4 % des votes dans la circonscription Immobilier, selon l'analyse du Hong Kong Human Rights Monitor ; l’association décrit cela comme l'équivalent des voix de 15 940 personnes dans une circonscription géographique,.
Dans certaines circonscriptions fonctionnelles, l'intégralité des votants est constituée d'entités légales qui ne sont pas des individus. Ce phénomène est connu sous le nom de vote des entreprises.
En 2009, il y a eu des demandes de contrôle de constitutionnalité afin de vérifier la légalité du vote des entreprises sur la base d'une contradiction avec le droit de vote garanti dans l'Article 26 de la Loi fondamentale de la région administrative spéciale de Hong Kong ou de sa discrimination par nature. Le Secrétaire à la Justice Andrew Cheung a rejeté les demandes, en soulignant que son jugement n'était fait qu'au regard de la constitutionnalité du vote des entreprises et nom à une quelconque conviction politique sur le bien-fondé du vote des entreprises ou des circonscriptions fonctionnelles.
Il y a eu des appels à l'abolition des circonscriptions fonctionnelles de la part des députés pro-démocratie. L'élection partielle de mai 2010 fut déclenchée par la démission de 5 députés pro-démocratie du Conseil législatif de Hong Kong qui se sont représentés à la réélection. Le concept de Référendum des Cinq Circonscriptions afin d'utiliser cette élection partielle comme referendum sur le suffrage universel et l'abolition des circonscriptions fonctionnelles fut élaboré par la Ligue des sociaux-démocrates.

### Propositions de Reformes
Après les consultations sur un ensemble de mesures de réforme politique de Hong Kong en 2009, cinq sièges supplémentaires attribués aux Conseils de District furent proposés en addition aux sièges géographiques, le gouvernement a proposé ces modifications à la mi-avril 2010. Il fut proposé que ces cinq sièges soit attribués à la proportionnelle et non via un vote par bloc. Cette proposition ayant une grande chance de ne pas passer le veto, le Parti Démocrate a indiqué être prêt à supporter les mesures si les cinq nouveaux sièges, et le siège actuel, étaient attribués aux candidats nommés par les conseillers de district et élus par tous les électeurs enregistres.

### Liste des Membres du Conseil législatif de Hong Kong issus des circonscriptions fonctionnelles
- Dr Raymond Ho - Ingénierie
- Sir David Li - Finance
- Lam Tai Fai - Industrie (Second)
- Margaret Ng - Droit
- Cheung Man Kwong - Éducation
- Chan Kin Por - Assurance
- Sophie Leung - Textile et Habillement
- Dr Samson Tam - Technologie de l'Information
- Philip Wong - Commerce (Second)
- Wong Yung-Kan - Agriculture et Pêche
- Paul Tse - Tourisme
- Ip Kwok-Him - Conseils de district
- Miriam Lau - Transport
- Timothy Fok - Sports, Arts, Culture et Édition
- Abraham Razack - Immobilier et Construction
- Li Fung-Ying - Main d'œuvre
- Vincent Fang - Vente en gros et au Détail
- Ip Wai-Ming - Main d'œuvre
- Dr Joseph Lee - Services de Sante
- Lau Wong Fat - Heung Yee Kuk
- Jeffrey Lam - Commerce (Premier)
- Andrew Leung - Industrie (Premier)
- Dr Leung Ka-lau - Médecine
- Cheung Kwok Che - Sécurité Sociale
- Wong Ting-Kwong - Import et Export
- Chim Pui Chung - Services Financiers
- Patrick Lau - Architecture, Étude et Planification
- Dr Pan Pey Chyou - Main d'œuvre
- Paul Chan - Comptabilité
- Tommy Cheung - Restauration

## Macao
L'Assemblée législative de Macao possède dix sièges attribués via les circonscriptions fonctionnelles, représentant :

### Entreprises
- Ho Iat Seng
- Kou Hoi In
- Cheang Chi Keong
- Fong Chi Keong

### Main d'œuvre
- Lau Cheok Va
- Lam Heong Sang

### Professionnels
- Chui Sai Cheong
- Leonel Alberto Alves

### Soin, culture, éducation et sport
- Vitor Cheung Lup Kwan
- Chan Chak Mo

## Taïwan
Les circonscriptions fonctionnelles ou professionnelles (chinois traditionnel : 職業團體) furent aussi utilisées lors des élections à Taïwan avant les reformes démocratiques des années 1990, pour l'élection de membres du Yuan législatif.